# Kap King
Kap King ist ein Kap an der Borchgrevink-Küste des ostantarktischen Viktorialands. Es stellt das Ende der felsigen Westwand des Wylde-Gletschers dar, wo jener in Form einer aufschwimmenden Gletscherzunge in die Lady Newnes Bay mündet.
Der United States Geological Survey kartierte das Kap anhand eigener Vermessungen und mithilfe von Luftaufnahmen der United States Navy aus den Jahren zwischen 1960 und 1964. Das Advisory Committee on Antarctic Names benannte es 1968 nach dem Neuseeländer Geoffrey Alan Munro King (1928–1985), Ionosphärenphysiker und Geomagnetologe auf der Hallett-Station im Jahr 1958.